# Notogée
 (novembre 2022).
Si vous disposez d'ouvrages ou d'articles de référence ou si vous connaissez des sites web de qualité traitant du thème abordé ici, merci de compléter l'article en donnant les références utiles à sa vérifiabilité et en les liant à la section « Notes et références ».
La Notogée (grec nótos, vent du Sud, et gê, Terre) est un ancien continent de l'ère primaire. En biogéographie, c'est également un des trois regroupements d'écozones selon certaines classifications, également nommé complexe australien.
L'éclatement de la Notogée date de l'ère secondaire, plus précisément du Crétacé. Elle était formée de l'Antarctique, l'Australie, la Nouvelle-Zélande, la Nouvelle-Guinée ainsi qu'une partie de l'Amérique du Sud il y a encore 100 millions d'années. La Notogée ne peut être qualifiée de supercontinent d'un point de vue paléographique.